# Championnat de Tunisie de football 1992-1993
Navigation
Saison précédente Saison suivante
La saison 1992-1993 du championnat de Tunisie de football est la 38e édition de la première division tunisienne à poule unique, la Ligue Professionnelle 1. Les quatorze meilleurs clubs tunisiens jouent les uns contre les autres à deux reprises durant la saison, à domicile et à l'extérieur. En fin de saison, les deux derniers du classement sont relégués et remplacés par les deux meilleurs clubs de la Ligue Professionnelle 2.
C'est l'Espérance sportive de Tunis qui devient champion de Tunisie pour la onzième fois de son histoire, en terminant en tête du classement final, avec onze points d'avance sur la Jeunesse sportive kairouanaise et seize sur le Club athlétique bizertin. Le tenant du titre, le Club africain ne prend que la cinquième place, à 18 points de l'Espérance sportive de Tunis.

## Clubs participants
| - Club athlétique bizertin - Océano Club de Kerkennah - Club africain - Espérance sportive de Tunis - Étoile sportive du Sahel - Club sportif de Hammam Lif - Avenir sportif de La Marsa | - Union sportive monastirienne - Stade tunisien - Club sportif sfaxien - Sfax railway sport - Promu de LP2 - Jeunesse sportive kairouanaise - Olympique de Béja - Avenir sportif de Kasserine - Promu de LP2 |

## Compétition

### Classement
Le barème de points servant à établir le classement change cette saison. Il se décompose ainsi :
- Victoire : 2 points
- Match nul : 1 point
- Défaite : 0 point

| Rang | Équipe                          | Pts | J  | G  | N  | P  | Bp | Bc | Diff |
| ---- | ------------------------------- | --- | -- | -- | -- | -- | -- | -- | ---- |
| 1    | Espérance sportive de Tunis     | 43  | 26 | 18 | 7  | 1  | 43 | 15 | +28  |
| 2    | Jeunesse sportive kairouanaise  | 32  | 26 | 13 | 6  | 7  | 34 | 27 | +7   |
| 3    | Club athlétique bizertin        | 27  | 26 | 10 | 7  | 9  | 34 | 30 | +4   |
| 4    | Club sportif de Hammam Lif      | 26  | 26 | 10 | 6  | 10 | 26 | 24 | +2   |
| 5    | Club africain (T)               | 25  | 26 | 7  | 11 | 8  | 27 | 26 | +1   |
| 6    | Club sportif sfaxien            | 24  | 26 | 8  | 8  | 10 | 28 | 31 | -3   |
| 7    | Océano Club de Kerkennah        | 24  | 26 | 9  | 6  | 11 | 32 | 33 | -1   |
| 8    | Olympique de Béja (C)           | 24  | 26 | 8  | 8  | 10 | 30 | 31 | -1   |
| 9    | Étoile sportive du Sahel        | 24  | 26 | 9  | 6  | 11 | 30 | 32 | -2   |
| 10   | Avenir sportif de La Marsa      | 24  | 26 | 8  | 8  | 10 | 25 | 29 | -4   |
| 11   | Union sportive monastirienne    | 24  | 26 | 8  | 8  | 10 | 21 | 33 | -12  |
| 12   | Stade tunisien                  | 23  | 26 | 7  | 9  | 10 | 28 | 29 | -1   |
| 13   | Sfax railway sport (P)          | 23  | 26 | 8  | 7  | 11 | 29 | 30 | -1   |
| 14   | Avenir sportif de Kasserine (P) | 21  | 26 | 7  | 7  | 12 | 21 | 38 | -17  |

|  | Qualification pour la coupe des clubs champions 1994                                         |
|  | Qualification pour la coupe des coupes 1994                                                  |
|  | Qualification pour la coupe de la CAF 1994                                                   |
|  | Relégation directe en deuxième division                                                      |
|  | (T) Tenant du titre (C) Vainqueur de la coupe de Tunisie (P) Club promu de deuxième division |

## Bilan de la saison
| Championnat de Tunisie de football 1992-1993 |                                         |
| Champion                                     | Espérance sportive de Tunis (11e titre) |
| Coupes et trophées                           |                                         |
| Vainqueur de la Coupe de Tunisie 1992-1993   | Olympique de Béja                       |
| Qualifications continentales                 |                                         |
| Coupe des clubs champions 1994               | Espérance sportive de Tunis             |
| Coupe des coupes 1994                        | Olympique de Béja                       |
| Coupe de la CAF 1994                         | Jeunesse sportive kairouanaise          |
| Promotions et relégations                    |                                         |
| Promus en Ligue Professionnelle 1            | Olympique du Kef                        |
| Promus en Ligue Professionnelle 1            | Étoile sportive de Béni Khalled         |
| Relégués en Ligue Professionnelle 2          | Sfax railway sport                      |
| Relégués en Ligue Professionnelle 2          | Avenir sportif de Kasserine             |